# Zdanie pojedyncze
Zdanie pojedyncze – wypowiedź zawierająca tylko jedno orzeczenie; dzieli się na zdanie rozwinięte i nierozwinięte. 
Zdanie pojedyncze rozwinięte to takie wypowiedzenie, które oprócz podmiotu i orzeczenia, posiada również określenia w swych strukturach (przydawka, dopełnienie, okolicznik).
Zdanie pojedyncze nierozwinięte to takie wypowiedzenie, które może posiadać tylko orzeczenie i podmiot (orzeczenie jest konieczne, aby wyrażenie nazwać zdaniem).
Zdanie pojedyncze rozwinięte:                         
- Mały chłopiec idzie ścieżką prowadzącą do lasu.

Zdanie pojedyncze nierozwinięte:
- Chłopiec idzie.